# アダムトイブ
「アダムトイブ」は、Cellchromeの楽曲。バンドの4枚目のシングルとして2018年8月22日にビーイングから発売された。

## 解説
カップリング「She's So Nice」はTBS系「王様のブランチ」8月度エンディング・テーマであり、ミュージックビデオも制作されている。

## 収録曲
全曲　作詞：陽介

### 初回限定版A
CD
1. アダムトイブ
作曲・編曲：倉内達矢
2. She's So Nice
作曲：小田桐ゆうき　編曲：小田桐ゆうき、中谷信行
3. アダムトイブ (inst.)

DVD
1. アダムトイブ (MUSIC VIDEO)
2. アダムトイブ (メイキング)

### 初回限定版B
CD
1. アダムトイブ
2. She's So Nice
3. SHe's So Nice (inst.)

DVD
1. She's So Nice (MUSIC VIDEO)
2. She's So Nice (メイキング)

### 通常盤、セルクロ盤
CD
1. アダムトイブ
2. She's So Nice